# Philippe-Alexandre-Louis Bommart
Pour les articles homonymes, voir Bommart.
Philippe-Alexandre-Louis Bommart, né le 25 octobre 1750 à Douai et mort dans cette ville le 30 décembre 1818 est un homme politique français, qui a été maire de Douai.

## Biographie
Né dans une famille honorable, il s'occupa de bonne heure d'études relatives à l'architecture et aux travaux publics. De 1787 à 1798, il eut l'entreprise des travaux des fortifications de la place de Douai. 
Le 7 janvier 1794, il est élu conseiller municipal. Le premier consul le nomma le 1er août 1800 adjoint au maire de Douai ; il exerça sans interruption ces fonctions pendant onze années. Le  21 août 1811, l'Empereur le nomme maire Douai. Ses infirmités l'obligèrent à donner sa démission en janvier 1815.
De 1800 à 1813, Bommart fut presque exclusivement chargé de la direction des travaux de la commune. Les temps révolutionnaires avaient rendu ces fonctions difficiles et pénibles : il fallait déblayer les ruines, accumulées par le marteau démolisseur ; il fallait disposer, orner, rendre à l'utilité publique les terrains laissés vides par les destructeurs. Il s'acquitta, avec un zèle et un dévouement remarquables de la rude tâche que lui imposait l'édilité.
On lui doit le déblaiement et la plantation des places publiques. la construction de plusieurs édifices, l'établissement du champ de foire sur le plan actuel, la construction de la grande salle de l'Hôtel-de-Ville, le pavement de plusieurs rues et la construction d'aqueducs, l'organisation du service des pompes à incendie et leur augmentation, la suppression des puits établis sur la voie publique, la restauration de la salle des Spectacles, l'établissement de l'école gratuite de musique, la réorganisation de l'école d'architecture et le développement de toutes les autres écoles municipales. La prospérité dont jouissent ces intéressantes fondations peut, avec justice, être attribuée à sa surveillance et à l'ordre qu'il y a établi.
On lui doit en outre, plusieurs règlements municipaux forts sages, entre autres, ceux sur les boulangers, sur la police de la salle des Spectacles et sur celle des marchés. 
Bommart a rendu un autre service important à la cité de Douai, en ordonnant la classification des archives de la commune, et en contribuant lui-même à ce travail. Dans l'impossibilité où ses infirmités l'avaient réduit d'aller explorer les archives à l'Hôtel-de-Ville, il en faisait apporter chez lui de volumineuses liasses qu'il dépouillait été lassait avec la plus excessive attention; il n'a abandonné ce travail que lorsque la plume lui est tombée de la main. 
Voué à l'étude des sciences philosophiques et humanitaires, Bommart a consacré ne partie de sa longue et honorable carrière au maintien et au progrès d'une institution philanthropique.
Son petit-fils Amédée Bommart (1807-1865) était un ingénieur.